# Oberaich
Oberaich là một đô thị thuộc huyện Bruck an der Mur thuộc bang Steiermark, nước Áo. Đô thị Oberaich có diện tích 47 km², dân số thời điểm cuối năm 2005 là 2961 người.